# Христо Апостолов (Търсие)
Вижте пояснителната страница за други личности с името Христо Апостолов.
Христо Апостолов, известен като Черния и Търсиянски, е български революционер, деец на Вътрешната македоно-одринска революционна организация.

## Биография
Христо Апостолов е роден в леринското село Търсие, тогава в Османската империя, днес Тривуно, Гърция. Влиза във ВМОРО и по-късно замества убития войвода Петър Тинев. При избухването на Илинденско-Преображенското въстание в 1903 година е войвода на Нередския център. Заедно с Коте Христов решава да нападне четата на Георги Попхристов, но четниците им се разбунтуват и осуетяват предателството. В 1904 година Георги Попхристов се завръща в Костурско с намерение да накаже Христо Апостолов, но той бяга в Лерин, а оттам емигрира в Съединените щати.